# 黎文勇
黎文勇（發音：[le˧˧ van˧˧ zʊwŋ͡m˦ˀ˥]；1945年12月25日—），曾任越南共产党中央书记处书记、越南人民军总政治局主席，大将军衔。 
黎文勇1945年12月25日出生于越南檳椥省墥簪县丰美社，1965年9月23日加入越南劳动党（越共前身）。1963年5月入伍，在第9师团第1中团第2、3小团任职，历任战士、小队长、副中队长、中队长、副大队长、大队政委、小团副政委、小团政委。1970年12月在中团补习，为B2指挥部高级军政学校学员。1971年6月起任第9师团第1中团政治副主任、主任、政委，晋升中校军衔。1977年12月为文化补习学员、高级军事学院(今越南国防学院)学员，晋升上校军衔。1980年8月任第四军团第九师团副参谋长，晋升大校军衔。1984年4月为国防部军事外语大学学员。1986年6月任第四军团第9师团师团长、党委副书记。1988年2月起为Frunde学院学员；第四军团第一副司令，少将军衔；军事政治学院高级理论学员。1990年9月任第七军区副司令兼参谋长。1993年3月(一说1991年)任第四军团司令。1995年12月任第七军区司令。1996年6月越共八大当选为中央委员。1997年12月任越南人民军总政治局副主任。1998年4月晋升中将军衔。1998年9月任越南人民军总参谋长。2001年4月越共九大上当选为中央委员、中央书记处书记。2001年5月—2011年2月任越南人民军总政治局主任。2003年7月晋升上将军衔。2006年4月越共十大上再次当选为中央委员、中央书记处书记。2007年7月被授予大将军衔。
第十二届国会代表。

## 勋章
- 越南一级战功勋章
- 越南一级战绩勋章
- 越南一级抗战勋章
- 越南二级军功勋章
- 越南二级战功勋章
- 越南二级战绩勋章
- 越南胜利勋章
- 越南一级光荣战士勋章
- 越南二级光荣战士勋章
- 越南三级光荣战士勋章
- 越南一级解放战士勋章
- 越南二级解放战士勋章
- 越南三级解放战士勋章
- 越南决胜军旗奖章
- 越南40年党龄奖章